# Labomimus sichuanicus
Labomimus sichuanicus es una especie de escarabajo del género Labomimus, familia Staphylinidae. Fue descrita científicamente por Hlaváč Nomura & Zhou en 2000.
Habita en China.